# Catherine de Verdun
Catherine de Verdun, née en 1568 à Paris, et morte après 1633 est une abbesse et religieuse clarisse (de l’obédience de Saint-Damien), française.

## Biographie
Catherine de Verdun est la fille de Nicolas de Verdun (1525-1569), seigneur de Placé, conseiller secrétaire du roi, trésorier et receveur général des finances extraordinaires et parties casuelles, et de sa seconde épouse, Catherine Hotman.
En 1590, Catherine de Verdun est nommée abbesse de l'abbaye royale de Longchamp. La même année, elle est la maîtresse du roi Henri IV lors du siège de Paris,. Le roi lui aurait alors attribué l'abbaye Saint-Louis de Vernon, qui n'était alors qu'un prieuré s'occupant des femmes de l'hôpital éponyme : prieuré de religieuses augustines fondé en 1260 par le roi saint Louis en personne, puis abbaye en 1661, par décision de Louis XIV  qui érige l’Hôtel-Dieu en abbaye, qui sera gérée par des abbesses jusqu’en 1794, date à laquelle l’hôpital passe sous la gestion des laïcs.